# インフィニット アンディスカバリー
『インフィニット アンディスカバリー』（INFINITE UNDISCOVERY）はスクウェア・エニックスから2008年9月11日に発売されたXbox 360専用のロールプレイングゲーム。

## 概要
2006年のXbox 360 Briefingで発表され、当初発売はマイクロソフトと紹介されたが、翌年のXbox 360 Briefingでマイクロソフトとスクウェア・エニックスの共同プロジェクトとなり、発売がスクウェア・エニックスに変更となったことが発表された。
開発は『スターオーシャンシリーズ』でおなじみのトライエースが担当。10年前から五反田義治が構想して来た企画で、五反田曰く「トライエースが開発してきた過去の作品などの様々な要素を追加した作品」とのこと。
続編でなく新規作品というのが売りになっている。ただし上記のように積み重ねが活きている。

## ストーリー
月が持つ力を己のものとする「月印（ルナグラム）」によって人々が繁栄してきた世界……しかし何者かが月を鎖で大地に繋ぎ止めるという事件が起こった。封印軍と呼ばれたその敵は「闇公子」なる首謀者を頂点に鎖のある地を蹂躙し、人々が住めないようにしてしまう。

敵勢力の目的がわからず為す術のない抵抗勢力は、鎖を断ち切ることが出来る唯一の存在、英雄シグムントの出現によって解放軍となり、ようやく反撃の機会を得る。
ある時、封印軍の地下牢へ解放軍の戦士であるアーヤが潜入し見張りの兵士を瞬く間に打ち倒した。彼女はシグムントが投獄されたと聞きつけ、彼を救出しようと単身で牢へと向かったのである。しかし、そこにいたのは、いかなる偶然かシグムントと瓜二つの容姿を持つカペルという名の旅芸人であった。偽の情報を掴まされたと落胆するアーヤであったが、牢から出したのを放っておく訳にもいかずカペルと共に地下牢を脱出する。
脱出行の最中、敵に追い詰められたところで本物のシグムントがアーヤを助けに参上した。そしてシグムントと邂逅するカペル。はたして、この出会いは偶然なのであろうか……。

## 登場キャラクター

### プレイヤーキャラクター
カペル
声 - 立花慎之介
本作の主人公。天涯孤独の身で自由気ままに生きてきた笛吹きの旅芸人。シグムントと瓜二つの容姿であったため封印軍にシグムントと間違えられ投獄されていた。
容姿こそ英雄のそれと同一であるが世の一大事を他人事のように語り、面倒を嫌い美人にはだらしがないというかなり無責任で情けない性格をしている。
しかしいざとなった時の根性は太く、遠方の大事より目の前の小事を放っておけない独特の優しさを持ち合わせている。そんな性格の為か、子供とはすぐ仲良くなる。
アーヤを抱えながらドラゴンの砲撃から逃げ回ったりするなど意外と力持ち。剣を握った事などない筈だが、卓越した剣術の腕前を持つ。実は月印を持たない人間で、通称「新月の民」である。鎖が断てるのはそれが関係している。満月に生まれるはずが偶然月食が起こったことにより新月の民となってしまった。
シグムント亡き後はシグムントの影武者として振る舞うようになる。
ファイーナが殺された後は月印のある世界を憎み、表には出さないが月印とハイネイルの抹消を目指すようになる。仲間の大半を捨て駒として見るようになるが、自分の苦悩をアーヤに打ち明けて結ばれてからは改心する。
シグムントはカペルの父親で、かつて存在していたカサンドラ王国の最後の王子であったことが終盤で明らかになる。
アーヤ
声 - 生天目仁美
本作のヒロイン。解放軍の弓兵。シグムントが牢獄に捕えらわれたと勘違いしてカペルを助けてしまい、その縁で行動を共にする事となった女性。勝気かつおてんばな性格で、カペルへは事ある毎にツッコミを入れている。
カペルに好意に近い感情を向けており、女性、とりわけファイーナにデレデレするカペルを見ると嫉妬深くなる。親はハイネイルだが、アーヤはハイネイル化の儀式を行っていないためコモネイルのままである。爬虫類と虫が大の苦手。
素性は早い段階で明らかになるが、実はフェイエール首長国のお姫様である。決戦の前の日の夜にカペルと結ばれる。
シグムント / ヴォルスング
声 - 杉田智和
民衆から英雄と呼ばれる解放軍のリーダー。ただ一人世界中に打ち込まれた「鎖」を断つ事ができ、複数の月印を身に刻める屈強の戦士。自他共に厳しい性格で独断的。時に自分の命すら軽視するような言葉を吐く。邂逅したカペルに何を感じたのか、彼を解放軍のメンバーとして強引に引き入れる。
正体はカサンドラ王国の最後の王でカペルの実の父親の「ヴォルスング」であり、転生した姿でもある。月印に家族の運命を翻弄されたが為に月印の消去を望むようになり、親友である女皇スバルに月印を刻む前の赤子に転生してもらった。
鎖を断てたのも転生の際に月印を刻まなかった為。ブルガスで受けた祝福の儀で転生前の記憶を取り戻し、息子のカペルを救うためその命を散らす。
エドアルド
声 - 三木眞一郎
シグムントに心酔している大剣を持つ戦士。シグムントの後継者を自称し、何においても彼の為に行動する。シグムントこそが全てにおいて正しく絶対だと思っており。そのため容姿だけがそっくりなカペルに対してはあからさまな不快感を露にしている。そんなカペルから見た彼の印象は金魚のフンそのもので、アーヤもそれには随分と腹を立てている。
月の雨の影響を受けてリバスネイルになりかけてからは改心し、カペルの良き親友として接する。
ルカ
声 - 小林由美子
モンタナ村で祀られる聖獣「青龍」の神官の息子で、ロカとは双子の兄妹。まだ幼い動物使いで犬や猫などの小動物と会話できる能力を持つ。
ロカ
声 - 植田佳奈
モンタナ村で祀られる聖獣「青龍」の神官の娘で、ルカとは双子の兄妹。まだ幼い召喚術士。ルカともども結構マセた性格である。
ミルシェ
声 - 新谷良子
妖艶な雰囲気を持つ美貌の治癒術士。シグムントにベタ惚れ状態であり軍の規律を乱しがちなため、ユージンの一計により暫く某国へ放置されていた。大変に甘えん坊な性格で、カペルの境遇を聞いてから以降は姉のように振舞うなど母性本能も相当に強い。好きな人にはすぐ抱きつく癖がある。
ユージン
声 - 古澤徹
シグムントの片腕として彼の活躍に貢献してきた魔道士。知恵が回るパーティーの参謀的存在。実は大商人の跡取りでハルギータの神官でもある。
バルバガン
声 - 楠大典
巨大な戦斧を操る筋骨隆々の巨漢。かつてシグムントに喧嘩を売って叩きのめされ、その強さを気に入って再戦の約束を果たす為に解放軍入りした豪傑。性格も豪快そのもので、あらゆる物事を単純に割り切って闘いに専念できるよう勤めている。
かつては妻子がいたらしいが、封印軍の攻撃によって死亡しているらしい。
トウマ
声 - 渡辺明乃
ハルギータのハイネイル。ハルギータの隠密部隊である「影」を束ねる者であり、シグムントの友人。女皇に命じられ、カペルたちに協力してくれる。
コマチ
声 - 松岡由貴
トウマに仕える「影」の少女でエンマの娘。トウマと一緒に解放軍に協力する。任務に忠実で健気な性格。しかし平時やトウマが絡んでいるといわゆるドジっ娘となる。
ヴィーカ
声 - 釘宮理恵
王都ケルンテンで盗賊まがいの行いをしている少年。幼い頃に盗賊であった兄を月印病で亡くし、孤児として生きてきた事から金銭には非常にがめつく、浪費する事を極端に嫌う。カペルを兄貴と慕い、また同じ孤児の子達からは自分が兄貴と慕われているが、実は胸がちょっとだけふくらんでおり、少年ではなく少女である。
グスタフ
アーヤが飼っている「クリムゾンベア」と呼ばれる大変珍しいクマ。カペルが楽々と背に乗れるほど巨大で超怪力。本来は獰猛な性格だが、アーヤには小さい頃から可愛がられているので人懐っこく大人しい。が、カペルの事はいわゆる嫉妬による感情からしょっちゅう殴ったり噛み付いたりしている。
ドミニカ
声 - 皆川純子
アーヤの昔馴染みである女傭兵。無類の酒好きにして酒豪。直情的で嘘や隠し事を嫌うさっぱりした性格をしている。兵士は民衆を第一に守るべきと考えており、その点ではシグムントのやり方を快く思っていない。反対にカペルとは大凡において意見が一致するので大いに支持している。
ソレンスタム
声 - 楠大典
ブルガス王国のハイネイルの一人で、「星の読み手」の異名を持つ占星術師。カペルを見た瞬間に恐るべき未来を予知し、彼に同行するようになる。
キリヤ
声 - 杉山紀彰
ソレンスタムの弟子で月印の研究者。師匠以外には無礼に振舞う慇懃な性格。しかしリバスネイルの存在や月印を消去する方法を発見するなど多大な成果を残している。
フリストフォール
声 - 小山力也
ケルンテン王の協力により仲間に入る技師の男性。女好きで女性と見れば誰彼構わずキザな言葉で口説く。かつては研究者として兵器の開発などを勤めていたが、それを使われた時の惨状を目の当たりにして自責の念から逃亡。自暴自棄になっていたところでセラフィマと出会い心を救われる。そのため、普段の軽薄な言動とは裏腹に彼女に一途な想いを貫いている。
セラフィマ
声 - 天野由梨
ケルンテン王の協力により仲間に入るハイネイルの女性。論理一辺倒の話し方でほとんど無表情なので無感情に見えるが、決して感情がないわけではない。

### ノンプレイヤーキャラクター
エンマ
声 - 広瀬正志
シグムントの従者として隠秘活動を行う「影」の重鎮の老人であり、コマチの父親。
スバル
声 - 松井菜桜子
コバスナ大森林の奥地にあるハルギータの女皇で、シグムントの母親のような存在。カペルの出生とシグムントの過去に深く関わっており、シグムントと同様、母親のようにカペルに接する。
ファイーナ
声 - 前田ゆきえ
新月の民の集落であるショプロン村に住む少女。弟のレイムを助けてもらった出来事からカペルに恋してしまい、彼を見習って行商の旅をするようになってからは積極的にカペルにアタックを仕掛けていく。
月の雨の影響で出現したリバスネイルがショプロン村を襲った際、カペルの目の前でレイムを庇い、命を落とした。
今作のイセリア・クイーンは彼女をベースにしている。攻略本のインタビューで今作のイセリアのモチーフがファイーナである理由が語られている。
レイム
声 - 皆川純子
ファイーナの弟。危ないところをカペルに助けてもらい、それ以来カペルを慕っている。
月の雨の影響で出現したリバスネイルがショプロン村を襲った際、ファイーナに続いて命を落とした。
今作のガブリエ・セレスタは彼をベースにしている。ガブリエのモチーフがレイムである理由も攻略本にて語られている。
レオニード
声 - 諏訪部順一
封印軍の首領で通称『闇公子』。神を自称し封印軍を率いて各地に巨大な鎖を打ち込んでいるが、その素性・目的共に不明。
その正体はヴォルスング転生の儀式を隠れて見ていた際、彼の月の力（ハイネイル1人分）を取り込んでしまい、それでもリバスネイル化しなかったスバルの息子である。
この一件で『月の神ベラに選ばれた』という誇大妄想に取り憑かれてしまい消息を絶ち、本編の時間から7年前に封印軍を結成してカサンドラを占領した。
レオニードの最終目的は『地上にある月の力の完全支配』『鎖によって大地から奪った生命力の独占』『月の神ベラを月ごと地上に降ろす（レオニード曰く地上にお迎えする）』の3つ。
なお、レオニード自身はあらゆる意味で月の神・ベラ（声 - 小山剛志）に近付きたいという動機で行動しているが、ベラを超えたいという願望は持っていない模様。また、上記の目的が封印軍全体の目的かは不明。
サランダ
声 - 天野由梨
レオニードに仕える女性。各地の鎖を守る封印騎士に月の力を与えて援護する。
レオニードに対して絶大な信頼と愛情を持っているらしく、彼のために行動する。

## 用語
月印（ルナグラム）
身体に特殊な印を施す事によって月から放たれる光を様々な力に変換できる秘術。通常、月印の儀式は生まれた直後に行われ、成長後も能力の強化や複数の月印を刻む場合に儀式が行われる。施される月印の種類や強さは月齢によって決まるが稀に例外を及ぼす事もある。なお月印のある箇所を切除したとしても、他の部位に同じ月印が現れるため外科的に月印を消去することは不可能とされる。月印は月の神から授かるものだと言われており、宗教もそれに準ずる。
鎖
月と大地に打ち込まれたもの。鎖を打ち込まれた場所から封印軍は制圧を始めている。それを断てる人物はシグムントのみだとされる。物語開始時はシグムント率いる解放軍の尽力によりいくつかの鎖を断っている。
月の雨（つきのあめ）
不定期に月から降り注がれる光の雨。月印を持つ者に活力をもたらすが、長時間、あるいは多量に浴びすぎると月印病を発症し、間もなく死に至る。月印を持たない新月の民と動物、月印を制御できるハイネイルには効果が無い。
封印軍（シール）
自らを神と称する闇公子レオニードを首領とした軍隊。世界中に鎖を打ち込んでいる。軍の戦力はレオニードに心酔した者、ただ権力を求める者、最初に占領したカサンドラの兵士などからなり、鎖周辺には封印騎士（シールナイト）と呼ばれる精鋭が配置されている。

### 人種
コモネイル
普通の人間の事を指すが、特にハイネイル（後述）と比較する際にこの名称が使われる事が多い。
新月の民（しんげつのたみ）
コモネイルの中でも、月齢の中で唯一新月の日、もしくは月食に阻まれた時に生まれてしまった事で身に月印を刻むことが出来なくなった人々の総称。月印の恩恵を授かれないため殆どの場合において月印を持つ人よりも弱く、社会的にも下級の身分として迫害されている。しかし月印に頼らない強さを研究した結果、鉱物や薬、装飾品などの素材が持つ力を付与する事で短時間であるが武具の能力を飛躍的に高める「エンチャント」の技術を編み出している。ファイーナとレイムを始めとしたショプロン村の住民がこれに当たる。
ハイネイル
月印の力を完全に引き出し自在に制御できるよう、特に月の力の強いコモネイルに対し人為的な改造（儀式）を施して誕生する上位種族。ハイネイルになった後は、儀式を受けた時の年齢のまま不老の身となり、背中に三日月にも天使の輪にも見える光の輪が浮かぶ様になる。生まれつきのハイネイルは存在しないものの、先祖や両親にハイネイルがいると、遺伝によってその子供は儀式でハイネイルとして転生できる可能性が高くなる。コモネイルとは違い、手抜きや不正に手を染めない事から、この世界の国は全てハイネイルが政を成している。
リバスネイル
月の雨を多量に浴びても死ねなかった、月印を持つ人間が変異した怪物。無色透明の身体に黒い翼を生やした外観で、月印を持つ人間は触れる事が出来るものの翼すら見えず、新月の民はかろうじてそれを視認することは出来るが、触れることは叶わない。
ただし、ゲーム中では仕様の問題からか、カペルのフルートの楽曲「千の知覚」で実体化してからでないと、仲間の攻撃も当たらない様になっている。
非常に凶暴で素体となった人物のどす黒い本性を剥き出しにしたまま周囲の人々に襲い掛かる。また、月の力が弱い者を優先的に襲う為、月印を持たない新月の民は特に脅威にさらされやすい。これを倒すには月の力を弱めて実体化させ、その間に殺すか抑制薬を投与して力を抜き取らなければならない。

## スタッフ
- ディレクター：小川浩
- R&Dリードプログラマー：五反田義治
- シナリオ：株式会社ORG、水野良、賀東招二
- ミュージックコンポーザー：桜庭統
- キャラクターデザイン：梶本幸宏
- プロデューサー：小島創

## 関連商品

### 和書
- インフィニット アンディスカバリー プレイヤーズガイド
- インフィニット アンディスカバリー 公式コンプリートガイド

### 音楽
- インフィニット アンディスカバリー オリジナル・サウンドトラック